# William Kvist
William Kvist Jørgensen (Rønde, Dinamarca, 24 de febrero de 1985) es un exfutbolista danés que jugaba como centrocampista. Fue profesional entre 2004 y 2019.

## Trayectoria
Debutó en el F. C. Copenhague donde rápidamente se convirtió en uno de los referentes. En julio de 2011 se traslada al VfB Stuttgart, fue transferido por 3,50 mill. €. Clasificó y jugó la Liga Europa de la UEFA 2012-13, llegando hasta los octavos de final.
Fue enviado a préstamo al Fulham F. C., jugó al lado del venezolano Fernando Amorebieta, Hugo Rodallega y su compatriota Lasse Christensen. Descendió de categoría.
Luego jugó la Football League Championship 2014-15 con el Wigan Athletic, donde volvió a descender de categoría.
Tras volver al F. C. Copenhague, club en el que empezó su carrera, en 2015, decidió poner punto final a su trayectoria deportiva al término de la temporada 2018-19.

## Selección nacional

### Participaciones en Copas del Mundo
| Mundial                        | Sede      | Resultado        |
| ------------------------------ | --------- | ---------------- |
| Copa Mundial de Fútbol de 2010 | Sudáfrica | Primera fase     |
| Copa Mundial de Fútbol de 2018 | Rusia     | Octavos de final |

## Clubes
| Club                  | País       | Año       |
| --------------------- | ---------- | --------- |
| F. C. Copenhague      | Dinamarca  | 2004-2011 |
| VfB Stuttgart         | Alemania   | 2011-2014 |
| Fulham F. C. (cedido) | Inglaterra | 2014      |
| Wigan Athletic F. C.  | Inglaterra | 2014-2015 |
| F. C. Copenhague      | Dinamarca  | 2015-2019 |

## Palmarés

### Campeonatos nacionales
| Título                 | Club             | País      | Año     |
| ---------------------- | ---------------- | --------- | ------- |
| Superliga de Dinamarca | F. C. Copenhague | Dinamarca | 2005-06 |
| Superliga de Dinamarca | F. C. Copenhague | Dinamarca | 2006-07 |
| Superliga de Dinamarca | F. C. Copenhague | Dinamarca | 2008-09 |
| Copa de Dinamarca      | F. C. Copenhague | Dinamarca | 2008-09 |
| Superliga de Dinamarca | F. C. Copenhague | Dinamarca | 2009-10 |
| Superliga de Dinamarca | F. C. Copenhague | Dinamarca | 2010-11 |
| Superliga de Dinamarca | F. C. Copenhague | Dinamarca | 2015-16 |
| Copa de Dinamarca      | F. C. Copenhague | Dinamarca | 2015-16 |
| Superliga de Dinamarca | F. C. Copenhague | Dinamarca | 2016-17 |
| Copa de Dinamarca      | F. C. Copenhague | Dinamarca | 2016-17 |
| Superliga de Dinamarca | F. C. Copenhague | Dinamarca | 2018-19 |